# Bataille du Pallet
Guerre de Vendée
Batailles
La bataille du Pallet s'est déroulée lors de la guerre de Vendée.

## Déroulement
À la suite de la défaite de ses troupes à Torfou, le général Canclaux décide de se replier sur Nantes. Cependant l'arrière-garde républicaine est attaquée par les Vendéens alors qu'elle effectue sa retraite.
Selon Kléber, les Vendéens s'emparent des ambulances et massacrent 400 blessés : « Chirurgiens, blessés, malades et charretiers, tout fut impitoyablement massacré par ces monstres. Les représailles dont on a usé dans la suite leur ont bien fait expier cet acte de barbarie. Depuis ce moment d'horreur, le soldat justement indigné n'a voulu faire de quartier à aucun de ces scélérats,. »
Mais les forces vendéennes étaient deux fois moins nombreuses, elles attendaient en renfort les troupes de Charette et Lescure mais celles-ci ne parurent pas. En effet, après sa victoire à Montaigu, Charette avait décidé d'attaquer Saint-Fulgent, tenu par les Républicains ; il avait envoyé un courrier à Bonchamps lui demandant de retarder l'attaque, mais celui-ci arriva trop tard. Finalement les troupes de Charette et Lescure ne pouvant prendre les Républicains à revers et leur couper la retraite comme le prévoyait le plan, les généraux vendéens, après avoir lancé trois offensives qui toutes avaient échoué, décidèrent de rompre le combat au Pallet et ordonnèrent la retraite. Les Républicains purent ainsi regagner Nantes sans plus être inquiétés.

## Sources
- Hervé Coutau-Bégarie et Charles Doré-Graslin (dir.), Histoire militaire des guerres de Vendée, Economica, 2010, 656 p.
- (en) Jean Tabeur (préf. Jean Tulard), Paris contre la Province, les guerres de l'Ouest, Paris, Economica, coll. « Campagnes & stratégies. Les grandes batailles » (no 70), 2008, 286 p. (ISBN 978-2-7178-5641-5), p. 137.
- Yves Gras, La guerre de Vendée : 1793-1796, Paris, Economica, coll. « Campagnes et stratégies », 1994, 184 p. (ISBN 978-2-7178-2600-5), p. 75.